# Врабія
Врабія (рум. Vrabia) — село у повіті Харгіта в Румунії. Входить до складу комуни Тушнад.
Село розташоване на відстані 199 км на північ від Бухареста, 17 км на південний схід від М'єркуря-Чука, 67 км на північ від Брашова.

## Населення
За даними перепису населення 2002 року у селі проживали 229 осіб, з них 224 особи (97,8%) угорців. Рідною мовою 227 осіб (99,1%) назвали угорську.